# Llama M-87
 (février 2024).
Si vous disposez d'ouvrages ou d'articles de référence ou si vous connaissez des sites web de qualité traitant du thème abordé ici, merci de compléter l'article en donnant les références utiles à sa vérifiabilité et en les liant à la section « Notes et références ».

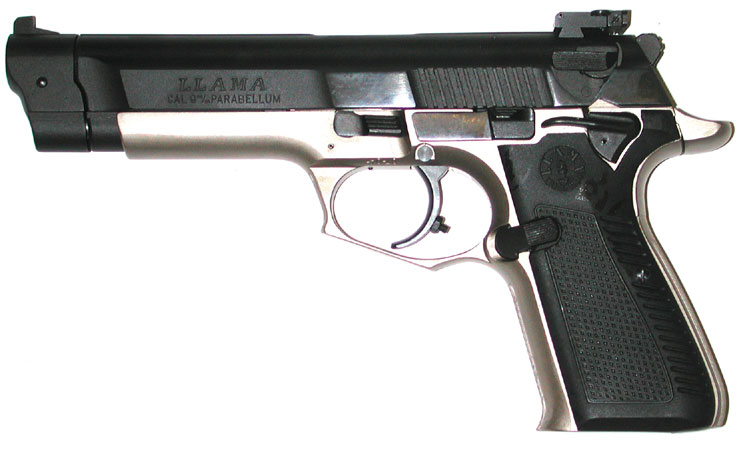
Un Llama M-87

Le Llama M-87 est un pistolet semi-automatique à double action conçu pour les compétitions sportives de tir. Il est fabriqué par la firme espagnole Llama Gabilondo y Cia SA depuis 1987. Amélioration sportive du Llama M-82 avec un canon plus long, un compensateur, un organe de visée réglable, il est d'une grande précision. Proposé en plusieurs calibres, c'est un des grands succès de la marque.

## Caractéristiques
- Calibre : 9 Para, 9 x 21 mm, 40 S&W
- Capacité du chargeur : 15 cartouches
- Longueur totale : 245 mm
- Hauteur : 143 mm
- Épaisseur : 35 mm
- Longueur du canon : 133 mm
- Distance entre mire : 195 mm
- Poids : 1 235 g
- Rayure canon : 6
- Indicateur de chargement : oui
- Plaquette : plastique, nacre option
- Organe de visé : réglable